# 布勒努耶
布勒努耶（法語：Brenouille，法語發音：[bʁənuj]）是法国瓦兹省的一个市镇，属于克莱蒙区。

## 地理
布勒努耶（49°18'11"N, 2°32'4"E）面积4.31 平方千米，位于法国上法蘭西大區瓦兹省，该省份为法国北部内陆省份，北起索姆省，西接厄尔省和滨海塞纳省，南至塞纳-马恩省和瓦兹河谷省，东临埃纳省。
与布勒努耶接壤的市镇（或旧市镇、城区）包括：桑克、莱萨热、博尔派尔、蒙索、蓬圣马克桑斯、里约、韦尔讷伊昂纳拉特。

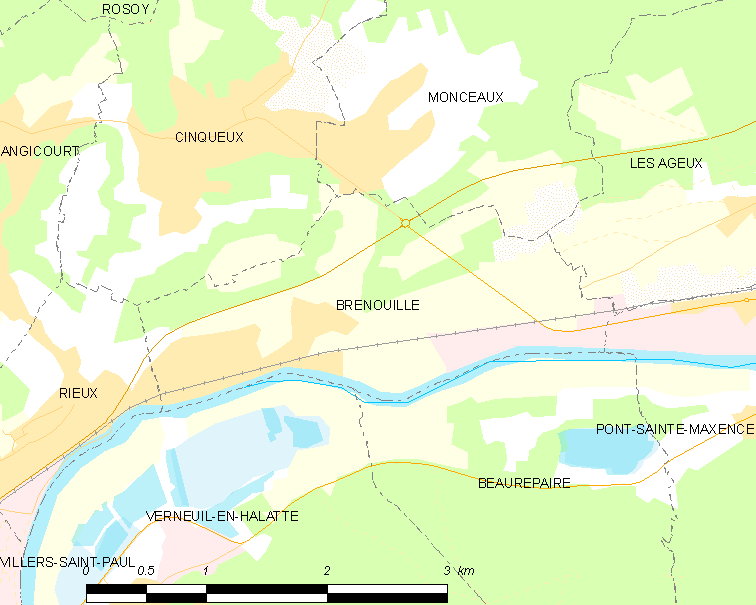
布勒努耶的OSM定位图

布勒努耶的时区为UTC+01:00、UTC+02:00（夏令时）。

## 行政
布勒努耶的邮政编码为60870，INSEE市镇编码为60102。

## 政治
布勒努耶所属的省级选区为蓬圣马克桑斯县。

## 人口

1962-2008年间布勒努耶人口变化图示

布勒努耶于2022年1月1日时的人口数量为2120人。